# 许肇南
许肇南（1886年12月12日—1960年12月26日），字先甲，号石枬，贵州省贵阳市人，中国水电工程家。

## 生平
许肇南生于贵阳。他四岁丧父，后随母入四川，初习旧学，在四川读书期间，他曾与卢师缔等人相交，倾向民主革命，并秘密加入了同盟会。1905年，19岁被选为东渡日本的留学生。1908年，从日本转赴美国伊利诺伊大学深造，为贵州省第一位赴美留学生。后又入哈佛大学攻读工业经济和经营管理。毕业后，在美国通用电器所属的斯坎奈克塔底工厂实习。
1914年，返回中国。1915年，张謇在南京创立河海工程专门学校，以培养河海工程师为宗旨，请许肇南担任校长。同期创建下关电灯厂，并兼任厂长。1921年，辞职后，担任鄱阳煤矿矿长、广东国立师范学校教授。广东省长廖仲恺秘书、宜昌海关监督署监督。1927年，四一二事变后，辞职。抗日战争期间，困居北平，后流亡上海。
中华人民共和国成立后，担任上海文史馆馆员。1960年12月26日去世。

## 延伸阅读
[在维基数据编辑]
 《游美同學錄·許肇南》，出自《游美同學錄》